# 小林喜日
小林 喜日（こばやし きか、2004年3月17日 - ）は、日本の俳優。

## 来歴
愛知県知多市出身。クラージュ所属。子役として活動し、2020年には萩原慎一郎のベストセラー歌集を原作とした映画『滑走路』に出演することが決定している。

## 出演

### 映画
- グラスホッパー（2015年、KADOKAWA / 松竹）健太郎 役
- 青空エール（2016年、東宝）
- 恋妻家宮本（2017年、東宝）宮本正（幼少期）役
- 追憶（2017年、東宝）
- 劇場版 コード・ブルー -ドクターヘリ緊急救命-（2018年、東宝） - 岡崎達也 役
- いちごの唄（2019年、ファントム・フィルム） - 伸二 役[3]
- 滑走路（2020年、KADOKAWA）上田大輝 役
- 君は永遠にそいつらより若い（2021年9月17日、Atemo） - 穂峰俊 役

### テレビドラマ
- ウロボロス〜この愛こそ、正義。 （2015年1月16日 - 3月20日、TBS） - 段野竜哉（幼少期）役
- 37.5℃の涙 （2015年7月9日 - 9月17日、TBS）- 杉崎優樹（幼少期）役
- それでも僕は君が好き（2015年9月29日 - 10月2日、フジテレビ）- 芹澤祐輔（幼少期）役
- 44歳のチアリーダー!! （2015年、NHK BSプレミアム）- 小野寺悠真 役
- 愛おしくて（2016年、NHK総合） - 伊藤俊助 役
- ヒガンバナ〜警視庁捜査七課〜（2016年、日本テレビ） - 菊池謙人（幼少期） 役
- わたしを離さないで（2016年1月15日 - 3月18日、TBS） ‐ 三村広樹 役
- A LIFE〜愛しき人〜（2017年1月15日 - 3月19日、TBS） ‐ 沖田一光（幼少期） 役
- 駐在刑事5（2017年、テレビ東京 ドラマ特別企画） - 三田浩樹 役
- 隣の家族は青く見える 第8話（2018年3月8日、フジテレビ） - 祐樹 役
- 弟の夫（2018年3月4日 - 3月18日、NHK BSプレミアム） - 一哉 役
- オトナの土ドラ（東海テレビ・フジテレビ系）
  - 結婚相手は抽選で（2018年10月6日 - 11月24日） - 宮坂龍彦（中学期）役
  - 仮面同窓会（2019年6月1日 - 7月21日）- 新谷雅之 役
- THE GOOD WIFE / グッドワイフ（2019年1月13日 - 3月17日、TBS） - 蓮見隼人 役
- ストロベリーナイト・サーガ 第2話、第3話（2019年4月18日 - 4月25日、フジテレビ）- 三島耕介（15歳時代）役
- ラジエーションハウス〜放射線科の診断レポート〜 第5話（2019年5月6日、フジテレビ）- 山村肇 役
- 博多弁の女の子はかわいいと思いませんか?（2019年7月19日、福岡放送） - 秋葉原ひろし 役
- シャーロック 第4話（2019年10月28日、フジテレビ） - 細谷潤 役
- 連続殺人鬼カエル男 第3話（2020年1月24日、カンテレ）
- シロでもクロでもない世界で、パンダは笑う。 第4話（2020年2月2日、読売テレビ・日本テレビ系） - 風見涼介 役
- キワドい2人-K2-池袋署刑事課 神崎・黒木（2020年9月11日 - 10月16日、TBS） - 黒木賢司（少年期） 役
- DIVER-特殊潜入班- 第3話（2020年10月6日、カンテレ・フジテレビ系） - 山本 役
- 合理的にあり得ない 〜探偵・上水流涼子の解明〜 第8話（2023年6月5日、関西テレビ・フジテレビ） - 新藤達也（高校時代） 役

### 配信ドラマ
- 代償（2016年、hulu） - 奥山圭輔（少年期） 役

### ショートフィルム
- 短編映画 CINEMA FIGHTERS『キモチラボの解法』（2017年）シュン役
- ボクと君（2020年1月、オフィスオーガスタ）[4]

### CM
- タカラトミー「バトルカードスタジアム」
- マクドナルド ビックブレックファスト「ママの本音」篇
- 愛知県トラック協会
- 任天堂「ポケモン超不思議のダンジョン」篇

### バラエティ番組
- 和洋折衷 マジック料理ショー（テレビ大阪）
- ピラメキーノ（テレビ東京）
- おはスタ645（テレビ東京）「大喜利」コーナー